# Nina Sandberg

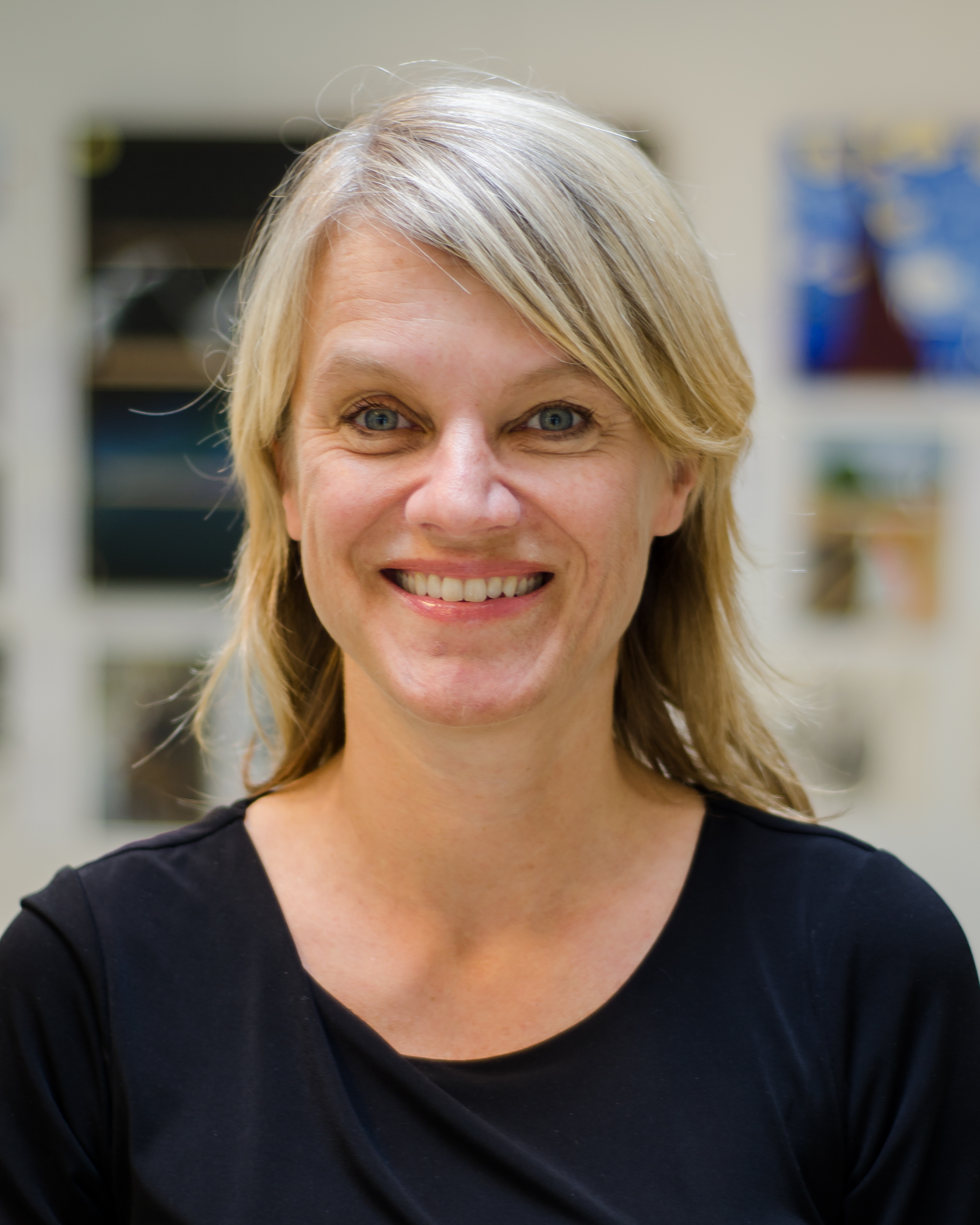
Nina Sandberg, 2017

Nina Sandberg (* 18. Februar 1967) ist eine norwegische Politikerin der sozialdemokratischen Partei Arbeiderpartiet (Ap). Von 2017 bis 2021 war sie Abgeordnete im Storting.

## Leben
Sandberg stammt aus Tromsø und schloss im Jahr 1994 ein Studium der Politikwissenschaft ab. Anschließend war sie als Forscherin beim Nordisk institutt for studier av innovasjon, forskning og utdanning (NIFU) tätig. In den Jahren 2011 bis 2017 war sie Bürgermeisterin der Kommune Nesodden.
Bei der Parlamentswahl 2017 zog Sandberg erstmals in das norwegische Nationalparlament Storting ein. Dort vertrat sie den Wahlkreis Akershus und wurde Mitglied im Bildungs- und Forschungsausschuss. Im Juni 2020 erklärte sie, bei der Wahl 2021 nicht erneut für einen Sitz im Parlament kandidieren zu wollen. In der Folge schied sie im Herbst 2021 aus dem Storting aus.